# Peter Blom (konstnär)
Per (Peter) Anders Blom, född 20 december 1791 i Karlskrona, död 28 december 1853 i Stockholm, var en svensk överstelöjtnant och målare.
Han var från 1823 gift med Jenny Elisabet Charlotta von Breda dotter till Carl Fredrik von Breda. Han var överstelöjtnant vid Västerbottens fältjägarregemente. Som konstnär deltog han med akvareller i utställningar med Götiska förbundet. Blom är representerad vid Nationalmuseum med en skissbok innehållande landskapsmotiv.